# Аксаково (Єрмекеєвський район)
Акса́ково (рос. Аксаково, башк. Аксаково) — присілок у складі Єрмекеєвського району Башкортостану, Росія. Входить до складу Усман-Ташлинської сільської ради.
Населення — 22 особи (2010; 27 в 2002).
Національний склад:
- башкири — 52 %
- татари — 48 %